# U-351
Unterseeboot 351 foi um submarino alemão do Tipo VIIC, pertencente a Kriegsmarine que atuou durante a Segunda Guerra Mundial.

## Comandantes
| Comandante                | Data                                          |
| ------------------------- | --------------------------------------------- |
| Oblt. Karl Hause          | 20 de junho de 1941 - 14 de dezembro de 1941  |
| Kptlt. Günther Rosenberg  | 15 de dezembro de 1941 - 24 de agosto de 1942 |
| Oblt. Eberhard Zimmermann | 25 de agosto de 1942 - 25 de maio de 1943     |
| Oblt. Götz Roth           | 26 de maio de 1943 - 5 de outubro de 1943     |
| Oblt. Helmut Wicke        | 13 de dezembro de 1943 - 30 de junho de 1944  |
| Oblt. Hans-Jürgen Schley  | 1 de julho de 1944 - 19 de março de 1945      |
| Oblt. Hugo Strehl         | 20 de março de 1945 - 5 de maio de 1945       |

## Subordinação
Durante o seu tempo de serviço, esteve subordinado às seguintes flotilhas:
| Período                                      | Flotilha                                      |
| -------------------------------------------- | --------------------------------------------- |
| 20 de junho de 1941 - 31 de março de 1942    | 26. Unterseebootsflottille (treinamento)      |
| 1 de abril de 1942 - 30 de junho de 1944     | 14. Unterseebootsflottille (treinamento)      |
| 1 de julho de 1944 - 28 de fevereiro de 1945 | 22. Unterseebootsflottille (submarino escola) |
| 1 de março de 1945 - 5 de maio de 1945       | 4. Unterseebootsflottille (treinamento)       |